# Marcia Baïla
Pistes de Rita Mitsouko
In my tea Oum Khalsoum
Marcia Baïla est une chanson du groupe français Les Rita Mitsouko sortie en 1984 sur leur premier album du même nom, en hommage à Marcia Moretto qui les accompagna dans leurs tournées pendant deux ans.

## Historique
En 1976, pour une pièce montée au Café de la Gare, Catherine Ringer rencontre Marcia Moretto, danseuse argentine qui donne des cours au Centre de danse du Marais et joue dans différents spectacles ou en crée.
À la fin des années 1970, Catherine Ringer rencontre Fred Chichin ; le groupe des Rita Mitsouko est formé, donne des concerts, et Marcia Moretto les accompagne. L'idée de la chanson vient de Catherine Ringer en 1983, après la composition de la musique de la Biennale de la danse de Lyon. Catherine Ringer avait côtoyé de nouveau Marcia Moretto en 1980 pour une pièce d'Armando Llamas et Catherine Dasté. Marcia Moretto meurt peu de temps après, le 21 mai 1983, à 36 ans, des suites d'un cancer du sein foudroyant. Très touchée par cette mort, Catherine Ringer utilise une musique créée avec Fred Chichin et écrit des paroles évoquant Marcia Moretto, dans une chanson appelée Marcia baïla. Ce titre est chanté avec un accent espagnol forcé, Catherine Ringer ne parlant pas l'espagnol,. C'est un hommage à Marcia Moretto, à sa beauté, à ses jambes, à son rire, à sa gestuelle, « Marcia, elle danse... ». La chanson mentionne également sa mort : « Tu t'es consumée Marcia / C'est le cancer / Que tu as pris sous ton bras », sur une musique entraînante. Quand Catherine Ringer la chantera plus tard seule, son compagnon de vie et de création étant mort d'un cancer, la chanson prendra un relief nouveau.

## Sortie

### Réception
Marcia Baïla est publié en face B de l'album Rita Mitsouko en avril 1984. Certaines radios nationales ne croyant pas au titre, c'est Restez avec moi le premier single extrait par la maison de disques Virgin ; ce single rencontre peu de succès : les radios libres ne jurent que par Marcia Baïla qu'elles diffusent largement, et le 45 tours est finalement commercialisé quelques mois plus tard. Une version en anglais est envisagée plus tard puis abandonnée.
La chanson figure sur les albums Rita Mitsouko, Re (remix), Acoustiques, L'essentiel et Bestov. Le single est vendu à plus d'un million d'exemplaires. Aux Victoires de la musique 1990, la chanson est sacrée seconde meilleure chanson française de la décennie 1980-1990.
Elle est disque d'or en France : 500 000 ventes certifiées et 799 000 ventes réelles.
| Classement (1985)             | Meilleure place |
| ----------------------------- | --------------- |
| France (SNEP)                 | 2               |
| Québec (Palmares Francophone) | 41              |

### Clip
Simultanément à la sortie du 45 tours juste avant l'automne 1984, Virgin propose 80 000 francs pour la réalisation d'un clip. Ce budget est bien insuffisant mais viennent s'ajouter à ce financement le producteur Fabien Caux-Lahalle (qui avait déjà travaillé pour Téléphone), la Direction de la danse du Ministère de la Culture, les Centre national des arts plastiques, ainsi que la RATP.
Le tournage débute en janvier 1985 à Aulnay-sous-Bois dans un gymnase et dure six jours. Le vidéoclip réalisé par Philippe Gautier utilise les tableaux de sept peintres , Ricardo Mosner, Nina Childress, Anna Iris Lüneman-Guyonnet, William Wilson, Jeff Gravis, Richard Beaudemont liés aux mouvements de la figuration libre et du graffiti, choisis dans l'entourage du groupe rock et incluant alors Xavier Veilhan. Les costumes sont de Jean Paul Gaultier et Thierry Mugler, stylistes alors en pleine gloire. Une affiche, réalisée par Ricardo Mosner, prend place sur les panneaux de Jacques Dauphin. Mais un conflit entre maisons de disques et télévision bloque la diffusion du clip ; c'est l'émission Les Enfants du rock qui le montre pour la première fois en juin 1985.
Le clip fait partie des collections du MoMA de New York.

## Dans la culture

### Au cinéma
Sauf indication contraire, les informations mentionnées dans cette section peuvent être confirmées par le générique de fin de l'œuvre audiovisuelle présentée ici, ainsi que par la base de données cinématographiques IMDb,  présente dans la section « Liens externes ».
Cette chanson peut être entendue dans les films suivants :
- Sans toit ni loi d'Agnès Varda (1985) ;
- Pizzaiolo et Mozzarel de Christian Gion (1985) ;
- Belle-maman de Gabriel Aghion (1999), lorsque Catherine Deneuve chante dans les toilettes des hommes ;
- Le Pornographe de Bertrand Bonello (2001) ;
- Les Témoins d'André Téchiné (2007) ;
- La Tête de maman de Carine Tardieu (2007) ;
- Rosalie Blum de Julien Rappeneau (2015).

### Reprises
La chanson est notamment reprise en 2010 par le collectif Nouvelle Vague sur l'album Couleurs sur Paris.
Elle fait également partie de la playlist du jeu Just Dance 3, sorti le 11 octobre 2011, et citée sur la chanson d'Oldelaf Les filles qui s'appellent Valérie, qui parle de la génération des années 1980. Catherine Ringer reprend le titre sur scène lors de la tournée Catherine Ringer chante les Rita Mitsouko and more en 2008 et le groupe Plaza Francia également sur scène lors de leur tournée en 2014.